# Liste der denkmalgeschützten Objekte in Turnov
Grundlage dieser Liste der denkmalgeschützten Objekte in Turnov ist die ÚSKP-Liste (Ústřední seznam kulturních památek České republiky, deutsch Zentrale Liste der Kulturdenkmäler der Tschechischen Republik), die von der tschechischen Denkmalschutzbehörde NPÚ (Národní památkový ústav, deutsch Nationale Denkmalbehörde) seit 1987 geführt wird und an die seit dem Jahr 1850 geschaffenen Listen anschließt.
Die Liste umfasst die Kulturdenkmale der Stadt Turnov mit ihren Ortsteilen im Okres Semily.

## Turnov (Turnau)

### Turnov-střed
| Lage | Objekt                                                                                       | Beschreibung                                                                                 | ÚSKP-Nr.                  | Bild                                                         |
| --- | -------------------------------------------------------------------------------------------- | -------------------------------------------------------------------------------------------- | ------------------------- | ------------------------------------------------------------ |
| Turnov, náměstí Českého Ráje 1, Antonína Dvořáka (Standort)                                                 | Rathaus                                                                                      | Rathaus                                                                                      | 12359/6-5581 Info Katalog | weitere Bilder                                               |
| Turnov, náměstí Českého ráje, 5. května (Standort)                                                          | Kirche des hl. Franz von Assisi                                                              | Kirche des hl. Franz von Assisi                                                              | 37175/6-2817 Info Katalog | weitere Bilder                                               |
| Turnov, náměstí Českého Ráje 65, Skálova (Standort)                                                         | Franziskanerkloster                                                                          | Franziskanerkloster, jetzt Postamt.                                                          | 41759/6-2816 Info Katalog | weitere Bilder                                               |
| Turnov, náměstí Českého Ráje 94, Mikulášská (Standort)                                                      | Sparkasse                                                                                    | Sparkasse                                                                                    | 31649/6-4711 Info Katalog | weitere Bilder                                               |
| Turnov, Skálova 89 (Standort)                                                                               | Bürgerhaus Skálova Nr. 89                                                                    | Renaissance-Bürgerhaus                                                                       | 25151/6-2821 Info Katalog | Bürgerhaus Skálova Nr. 89                                    |
| Turnov, Děkanská, Mikulášská, Jiráskova (Standort)                                                          | Dekanatskirche des hl. Nikolaus                                                              | Dekanatskirche des hl. Nikolaus                                                              | 19273/6-2818 Info Katalog | weitere Bilder                                               |
| Turnov, Děkanská 87, Jiráskova (Standort)                                                                   | Dekanat                                                                                      | Dekanat, mit Umfassungsmauer und Tor mit Statue des hl. Johannes von Nepomuk                 | 20512/6-2819 Info Katalog | weitere Bilder                                               |
| Turnov, Skálova, bei Nr. 70 (Standort)                                                                      | Skulpturengruppe des hl. Wenzel, des hl. Johannes von Nepomuk und des hl. Antonius von Padua | Skulpturengruppe des hl. Wenzel, des hl. Johannes von Nepomuk und des hl. Antonius von Padua | 33276/6-2832 Info Katalog | weitere Bilder                                               |
| Turnov, Skálova 70 (Standort)                                                                               | Museum Böhmisches Paradies (Muzeum Českého ráje)                                             | Bürgerhaus, jetzt Museum                                                                     | 34344/6-2820 Info Katalog | weitere Bilder                                               |
| Turnov, Skálova 71 (Standort)                                                                               | Museum Böhmisches Paradies (Muzeum Českého ráje)                                             | Museum                                                                                       | 26939/6-4520 Info Katalog | weitere Bilder                                               |
| Turnov, Skálova 72 (Standort)                                                                               | Bürgerhaus Skálova Nr. 72                                                                    | Bürgerhaus, jetzt Stadtverwaltung.                                                           | 106422 Info Katalog       | Bürgerhaus Skálova Nr. 72                                    |
| Turnov, Na Sboře 80/1 (Standort)                                                                            | Evangelische Kirche                                                                          | Bürgerhaus. Einfriedung bei der Evangelischen Kirche der Böhmischen Brüder                   | 50907/6-6177 Info Katalog | weitere Bilder                                               |
| Turnov, Skálova 1007 (Standort)                                                                             | Pacltova-Glashütte                                                                           | Pacltova-Glashütte                                                                           | 36443/6-2834 Info Katalog | weitere Bilder                                               |
| Turnov, Skálova 373, Husova (Standort)                                                                      | Höhere Schule für Kunsthandwerk                                                              | Höhere Schule für Kunsthandwerk                                                              | 12206/6-5617 Info Katalog | Höhere Schule für Kunsthandwerk                              |
| Turnov, Mariánské náměstí, am Friedhof (Standort)                                                           | Kirche Mariä Geburt                                                                          | Kirche Mariä Geburt                                                                          | 22658/6-2815 Info Katalog | weitere Bilder                                               |
| Turnov, Mariánské náměstí, bei der Marienkirche (Standort)                                                  | Statue des hl. Johannes von Nepomuk                                                          | Statue des hl. Johannes von Nepomuk                                                          | 100627 Info Katalog       | weitere Bilder                                               |
| Turnov, Stadtfriedhof an der Marienkirche (Standort)                                                        | Denkmal für Fortunát Durych                                                                  | Grabdenkmal des Fortunát Durych (1735–1802)                                                  | 39861/6-2822 Info Katalog | Denkmal für Fortunát Durych                                  |
| Turnov, Stadtfriedhof an der Marienkirche, zhruba uprostřed hřbitova (Standort)                             | Grabstein der Familien Boháček, Kuhnl und JUDr. Vojtěch Fotr                                 | Grabstein der Familien Boháček, Kuhnl und JUDr. Vojtěch Fotr (1829–1909)                     | 51125/6-6224 Info Katalog | Grabstein der Familien Boháček, Kuhnl und JUDr. Vojtěch Fotr |
| Turnov, Stadtfriedhof an der Marienkirche, (Standort)                                                       | Grabstätte Václava Šetřila                                                                   | Grabstätte Václav Šetřil                                                                     | 105808 Info Katalog       | Grabstätte Václava Šetřila                                   |
| Turnov, Stadtfriedhof an der Marienkirche, im südlichen Abschnitt des Friedhofs (Standort)                  | Grabstätte J. V. Šimáka                                                                      | Grabstätte Josef Vítězslav Šimák (1870–1941)                                                 | 46702/6-2824 Info Katalog | Grabstätte J. V. Šimáka                                      |
| Turnov, neuer Teil des Stadtfriedhofs, in der Nähe der Trauerhalle, ul. Ve Struhách, Markova 310 (Standort) | Trauersaal und Leichenhalle                                                                  | Trauersaal und Leichenhalle                                                                  | 101046 Info Katalog       | weitere Bilder                                               |
| Turnov, Antonína Dvořáka 331 (Standort)                                                                     | Antonína Dvořáka čp. 331                                                                     | Bürgerhaus                                                                                   | 49800/6-6080 Info Katalog | Antonína Dvořáka čp. 331                                     |
| Turnov, Tázlerova 271, Vejrichova (Standort)                                                                | Tázlerova čp. 271                                                                            | Bürgerhaus                                                                                   | 12596/6-5993 Info Katalog | Tázlerova čp. 271                                            |
| Turnov, Hluboká, bei Nr. 142 (Standort)                                                                     | Statue des hl. Johannes von Nepomuk                                                          | Statue des hl. Johannes von Nepomuk                                                          | 27046/6-2829 Info Katalog | weitere Bilder                                               |
| Turnov, Sobotecká 245 (Standort)                                                                            | Haus Sobotecká Nr. 245                                                                       | Bürgerhaus                                                                                   | 11943/6-5559 Info Katalog | Haus Sobotecká Nr. 245                                       |
| Turnov, Ladislava Petrnouška 670 (Standort)                                                                 | Theater                                                                                      | Theater                                                                                      | 21904/6-4555 Info Katalog | weitere Bilder                                               |
| Turnov, Krajířova 2199 (Standort)                                                                           | Synagoge (Turnov)                                                                            | Synagoge                                                                                     | 12577/6-5983 Info Katalog | weitere Bilder                                               |

### Hruštice (Hruschtitz)
| Lage                                                                | Objekt                                  | Beschreibung | ÚSKP-Nr.                  | Bild                                |
| ------------------------------------------------------------------- | --------------------------------------- | --- | ------------------------- | ----------------------------------- |
| Turnov, Skálova, im Park bei Nr. 466 (Standort)                     | Denkmal für Josef Pekař                 | Denkmal für Josef Pekař (1870–1937) | 23901/6-2825 Info Katalog | weitere Bilder                      |
| Turnov, Skálova 600 (Standort)                                      | Grundschule                             | Grundschulgebäude im Neorenaissancestil, urspr. Knabenschule, 1906/07 nach dem Entwurf des Architekten Jaroslav Valečka. | 103866 Info Katalog       | weitere Bilder                      |
| Turnov, Skálova, bei der Schule Nr. 600 (Standort)                  | Kriegerdenkmal 1. und 2. Weltkrieg      | Kriegerdenkmal 1. und 2. Weltkrieg. Bronzeskulptur einer trauernden Mutter und Tochter auf einem mit Granit verkleideten Betonsockel, entworfen vom Künstler Josef Drahoňovský. Zusätzlich wurden die Daten 1939–1945 und 1948–1989 auf dem Denkmal angebracht. | 16437/6-4785 Info Katalog | weitere Bilder                      |
| Turnov, Skálova, bei der Sporthalle Nr. 207 (Standort)              | Denkmal für Miroslav Tyrš               | Denkmal für Miroslav Tyrš (1832–1884) | 20904/6-2823 Info Katalog | weitere Bilder                      |
| Turnov, Rývovy sady, (Žižkova, alej Legií) (Standort)               | Statue des hl. Johannes von Nepomuk     | Statue des hl. Johannes von Nepomuk | 51187/6-6217 Info Katalog | weitere Bilder                      |
| Turnov, alej Legií, Na Šetřilovsku (Standort)                       | Pietà-Skulptur                          | Pietà-Skulptur | 41548/6-2826 Info Katalog | Pietà-Skulptur                      |
| Turnov, 28. října 618 (Standort)                                    | Villa 28. října Nr. 618                 | Villa | 41790/6-4497 Info Katalog | Villa 28. října Nr. 618             |
| Turnov, 28. října 812, vor dem Pflegeheim (Standort)                | Skulptur Abschied Christi von Maria     | Skulptur Abschied Christi von Maria | 16448/6-2830 Info Katalog | Skulptur Abschied Christi von Maria |
| Turnov, am Friedhof, Hruštice (Standort)                            | Kirche St. Matthäus                     | Kirche St. Matthäus | 14994/6-2837 Info Katalog | weitere Bilder                      |
| Turnov, Hruštice, Zelená cesta, Komenského, bei Nr. 1029 (Standort) | Soldatenfriedhof aus dem Krieg von 1866 | Soldatenfriedhof aus dem Krieg von 1866 | 40449/6-2838 Info Katalog | weitere Bilder                      |

### Výšinka
| Lage                                                                             | Objekt                 | Beschreibung                                      | ÚSKP-Nr.                  | Bild           |
| -------------------------------------------------------------------------------- | ---------------------- | ------------------------------------------------- | ------------------------- | -------------- |
| Turnov, křižovatka Výšinka, Hruboskalská, Na Stebni, Antonína Dvořáka (Standort) | Marienstatue           | Marienstatue                                      | 28791/6-2828 Info Katalog | weitere Bilder |
| Turnov, U Tří svatých, Vrchhůra (Standort)                                       | Kalvarienberg-Skulptur | Kalvarienberg-Skulptur (mit drei Heiligenfiguren) | 21752/6-2831 Info Katalog | weitere Bilder |

### Pod Výšinkou
| Lage                             | Objekt                      | Beschreibung                                                                                     | ÚSKP-Nr.                  | Bild           |
| -------------------------------- | --------------------------- | ------------------------------------------------------------------------------------------------ | ------------------------- | -------------- |
| Turnov, Sobotecká 236 (Standort) | Jüdischer Friedhof (Turnov) | Jüdischer Friedhof: Feierhalle Nr. 236 sowie Jüdischer Friedhof mit Grabsteinen und Einfriedung. | 18267/6-2833 Info Katalog | weitere Bilder |

### U nádraží
| Lage                              | Objekt                      | Beschreibung      | ÚSKP-Nr.                  | Bild           |
| --------------------------------- | --------------------------- | ----------------- | ------------------------- | -------------- |
| Turnov, U Nádraží 1294 (Standort) | Wohnhaus U Nádraží Nr. 1294 | Kubistisches Haus | 49768/6-6075 Info Katalog | weitere Bilder |

### Nudvojovice (Nudwojowitz)
| Lage                                         | Objekt                              | Beschreibung | ÚSKP-Nr.                  | Bild           |
| -------------------------------------------- | ----------------------------------- | --- | ------------------------- | -------------- |
| Turnov, Nudvojovická, Nudvojovice (Standort) | Kirche des hl. Johannes des Täufers | Kirche des hl. Johannes des Täufers | 45976/6-2842 Info Katalog | weitere Bilder |
| Turnov, Nudvojovická, Nudvojovice (Standort) | Speicher                            | Speicher | 11875/6-5557 Info Katalog | weitere Bilder |
| Turnov, Za Viaduktem (Standort)              | Lokomotiven-Depot                   | Lokschuppen - Lokschuppen, die sogenannte Rotunde - Drehscheibe mit Bedienstation - Reservoir und Wasserkran - Aschengrube im Rangierbahnhof. | 106634 Info Katalog       | weitere Bilder |

## Mašov (Maschau)
| Lage                                              | Objekt   | Beschreibung | ÚSKP-Nr.                  | Bild           |
| ------------------------------------------------- | -------- | ------------ | ------------------------- | -------------- |
| Mašov, Sobotecká, U Školy, bei nr. 165 (Standort) | Kruzifix | Kruzifix     | 19718/6-2840 Info Katalog | weitere Bilder |

## Valdštejnsko (Gut Waldstein)
| Lage                                                   | Objekt                                | Beschreibung | ÚSKP-Nr.                  | Bild           |
| ------------------------------------------------------ | ------------------------------------- | --- | ------------------------- | -------------- |
| Turnov, Valdštejnsko (Standort)                        | Landwirtschaftliches Gut Valdštejnsko | Landwirtschaftliches Gut Valdštejnsko, ohne die Scheune. Urspr. barocker vierteiliger Gutshof Valdštejnsko wurde im letzten Drittel des 17. Jahrhunderts von Ernst Josef Graf von Valdštejn errichtet. Das Areal des landwirtschaftlichen Gutes wird von einem massiven dreigeschossigen Getreidespeicher dominiert, der an den Seiten durch Tore mit steinernen Waldstein-Wappen abgeschlossen wird. | 20468/6-2631 Info Katalog | weitere Bilder |
| Turnov, Valdštejnsko, an der Bushaltestelle (Standort) | Nepomuk-Kapelle                       | Nepomuk-Kapelle am Hang oberhalb der Bushaltestelle Turnov, Nová Ves, Valdštejnsko. | 28019/6-2630 Info Katalog | weitere Bilder |

## Kadeřavec (Kaderschawetz)
| Lage                                                                            | Objekt                 | Beschreibung | ÚSKP-Nr.                  | Bild                   |
| ------------------------------------------------------------------------------- | ---------------------- | --- | ------------------------- | ---------------------- |
| Kadeřavec, in der Nähe des Briksy-Gutes Hof (zwischen Nr. 20 und 31) (Standort) | Säule mit Marienstatue | Barocke Sandsteinsäule mit Marienstatue. Sockel mit Säule und Sandsteinstatue der Jungfrau Maria mit dem Jesuskind. Auf dem Sockel steht die Jahreszahl 1747, vermutlich aber schon um 1726errichtet. Versehen mit Reliefs des hl. Josef, des hl. Wenzel, des hl. Johannes von Nepomuk, der hl. Rosalie, der hl. Anna, der hl. Maria Magdalena, des hl. Johannes Evangelist, des hl. Simon und eines weiteren unbekannten Heiligen, vermutlich aus der ersten Hälfte des 18. Jahrhunderts. | 20278/6-2839 Info Katalog | Säule mit Marienstatue |

## Pelešany (Peleschan)
| Lage                                                     | Objekt                            | Beschreibung | ÚSKP-Nr.                  | Bild                              |
| -------------------------------------------------------- | --------------------------------- | --- | ------------------------- | --------------------------------- |
| Pelešany 18, k. ú. Turnov und Mašov u Turnova (Standort) | Burg Valdštejn                    | Hrad Valdštejn: - Statuen des hl. Antonius von Padua, Eingangstor, Umfassungsmauern, Keller, Kapelle St. Johannes der Täufer - Aehrentaler Wappen, eine kleine Brücke mit der hl. Margarete und der hl. Otthilie - ehemaliges Ausflugsrestaurant Nr. 18 - Kapelle St. Johannes von Nepomuk - Stallungen - Marstall, Hinterburg – nur archäologische Spuren - große Brücke mit Statuen, der hl. Ludmila, des hl. Wenzel, des hl. Johannes von Nepomuk, des hl. Adalbert, des hl. Josef, des hl. Veit, des hl. Ivan und des Hl. Prokop. | 45773/6-2841 Info Katalog | weitere Bilder                    |
| Pelešany, Hrad Valdštejn (Standort)                      | Statue des hl. Antonius von Padua | Statue des hl. Antonius von Padua | 86887/6-2827 Info Katalog | Statue des hl. Antonius von Padua |

## Daliměřice (Dalimerschitz)
| Lage                                                     | Objekt                              | Beschreibung | ÚSKP-Nr.                  | Bild                                |
| -------------------------------------------------------- | ----------------------------------- | --- | ------------------------- | ----------------------------------- |
| Turnov, Daliměřice, Bezručova 21 (Standort)              | Statue des hl. Johannes von Nepomuk | Statue des hl. Johannes von Nepomuk | 15248/6-2835 Info Katalog | Statue des hl. Johannes von Nepomuk |
| Turnov, Hrubý Rohozec 1, 2, 8 (Groß Rohosetz) (Standort) | Schloss Hrubý Rohozec               | Schloss Hrubý Rohozec: - Schloss Nr. 1, mit Tor, Brücke und Terrasse mit Wasserbecken - Park, Statuen der hlt. Barbara, des hl. Wenzel, des hl. Josef sowie Statuen der Jungfrau Maria und der beiden Töchter von Doltovský, Gardoniere, Becken II, Steinbänke I-II, Steintisch, Treppe, Grotte, Umfassungsmauer mit Tor II und Toren - Wirtschaftshof: Haus Nr. 2, Haus Nr. 8, Nebengebäude, Brauerei, Getreidespeicher, Umfassungsmauer mit Tor, Tor III, Tor IV. Der Hauptteil von Schloss und Park ist ein nationales Kulturdenkmal. | 16914/6-2836 Info Katalog | weitere Bilder                      |

## Bukovina (Bukowina)
| Lage                                                                              | Objekt                              | Beschreibung                        | ÚSKP-Nr.                  | Bild                                |
| --------------------------------------------------------------------------------- | ----------------------------------- | ----------------------------------- | ------------------------- | ----------------------------------- |
| Bukovina, an einer Kreuzung von Feldwegen nördlich von Kobylka, U Jana (Standort) | Statue des hl. Johannes von Nepomuk | Statue des hl. Johannes von Nepomuk | 51211/6-6231 Info Katalog | Statue des hl. Johannes von Nepomuk |

## Dolánky (Dolanka)
| Lage                                     | Objekt                    | Beschreibung | ÚSKP-Nr.                  | Bild           |
| ---------------------------------------- | ------------------------- | --- | ------------------------- | -------------- |
| Dolánky u Turnova 7 (Dolanka) (Standort) | Abels Mühle (Ábelův mlýn) | Wassermühle Ábelův | 25237/6-2512 Info Katalog | weitere Bilder |
| Dolánky u Turnova 12 (Standort)          | Dlaskův-Gut               | Dlaskův-Gut. Wohnhaus Nr. 12, Scheune, Einfriedungsmauer mit Toren, Blockhaus, Statue der Jungfrau Maria. Ein Teil des Gebäudes ist ein nationales Kulturdenkmal. | 26428/6-2509 Info Katalog | weitere Bilder |